# سامرویل (جورجیا)
سامرویل، جورجیا (به انگلیسی: Summerville, Georgia) یک شهر در ایالات متحده آمریکا با جمعیت ۴٬۵۳۴ نفر است که در جورجیا واقع شده‌است.

## موقعیت جغرافیایی
موقعیت جغرافیایی شهرها و مناطق اطراف به شرح زیر است: